# Спътникова програма „Пегас“
Спътниковата програма „Пегас“ (на английски: Pegasus satellite program) е серия от три американски спътника на Земята. Носят името на крилатия кон от гръцката митология Пегас.
Програмата започва през 1965 г. и основната и цел е проучване честотата на микрометеоритните въздействия върху космическите кораби. Всичките три спътника стартират с ракетата-носител Сатурн I и остават свързани с нейната последна степен. Спътниците са снабдени с огромни панели (крила) с размери от 29 на 4,3 м всеки, разделени на 104 участъка, снабдени със сензори за откриване на пробиви от микрометеорити. Сензорите измерват честотата, размера, посоката и проникването на микрометеоритните въздействия. Тези изследвания се провеждат във връзка с програмата Аполо, за да се установи могат ли тези частици да увредят или направят невъзможен полета на човек до Луната. Чрез спътника се тестват и различни предпазни щитове, монтирани върху „крилата“ на спътника.
Разработени са в Космическия център Джордж Маршал (Marshall Space Flight Center) на НАСА през 1965 година. При изстрелването на обикновения кораб „Аполо“ (команден, сервизен модул и САС спътника Пегас се намира в служебния модул със сгънати криле. След отделянето на първата степен и запалване на втората се отделя САС. При достигане на орбита 10-тонния кораб „Аполо“ се разделя на команден и слъжебен модули, които остават на различни орбити. Тогава се включва двигател, чрез който се задвижва устройство за разширяване на „крилата“ (панелите) на работна ширина 29 м. Самият спътник остава свързан с втората степен на ракетата Сатурн I, което е по план.
Чрез спътниците учените получават възможност да съберат данни за движението и орбиталните характеристики на твърдите тела в космическото пространство, периода на експлоатация на електронни компоненти в открития космос, както и топлоизолационни системи и начини за предпазване от тяхното въздействие.

## Мисии
- Пегас 1
  - Старт: 16 февруари 1965
  - Мисия: A-103 (SA-9)
  - Орбитален наклон: 31.7 degrees.
  - Перигей: 510 km
  - Апогей: 726 km
  - Тегло на старта: 10.5 tons.
  - Чисто тегло: 1451.5 kg
  - В полет до: 17 септември 1978
  - Каталожен номер: 1965-009A Архив на оригинала от 2007-10-29 в Wayback Machine.

- Пегас 2
  - Старт: 25 май 1965
  - Мисия: A-104 (SA-8)
  - Орбитален наклон: 31.7 degrees.
  - Перигей: 502 km
  - Апогей: 740 km
  - Тегло на старта: 10.46 tons.
  - Чисто тегло: 1451.5 kg
  - В полет до: 3 ноември 1979
  - Каталожен номер: 1965-039A Архив на оригинала от 2007-10-30 в Wayback Machine.

- Пегас 3
  - Старт: 30 юли 1965
  - Мисия: A-105 (SA-10)
  - Орбитален наклон: 28.9 degrees.
  - Перигей: 441 km
  - Апогей: 449 km
  - Тегло на старта: 10.5 tons.
  - Чисто тегло: 1451.5 kg
  - в полет до: 4 август 1969
  - Каталожен номер: 1965-060A Архив на оригинала от 2007-10-29 в Wayback Machine.